# ら
ら、ラは、日本語の音節のひとつであり、仮名のひとつである。1モーラを形成する。五十音図において第9行第1段（ら行あ段）に位置する。

## 概要

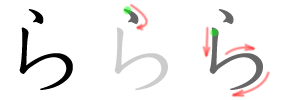
「ら」の筆順

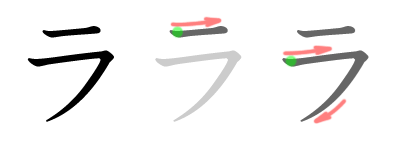
「ラ」の筆順

- 現代標準語の音韻: 1子音と1母音からなる音 /ra/。舌の先で上歯茎付近をはじくことによる有声子音 /r/ とあからなる音。国際音声記号で語中の子音 /r/ は歯茎はじき音 [ɾ] で記述される。語頭の /r/ は接触の持続時間がやや長く歯茎側面はじき音 [ɺ] で記述される。
- 五十音順: 第39位。や行い段とえ段のいとえを数に加えると41位。
- いろは順: 第22位。「な」の次、「む」の前。
- 平仮名「ら」の字形: 「良」の草体
- 片仮名「ラ」の字形: 「良」の上から右上にかけての部分
- ローマ字: ra
- 点字:
- 通話表: 「ラジオのラ」
- モールス信号: ・・・
- 手旗信号：5→9

- 発音: ら[ヘルプ/ファイル]

## 用法
- 「ラ」を始めとするラ行音の子音は、ローマ字表記では「r」で表されるが、実際の発音は語頭・語中・語尾とも [r] と [l] の中間に位置しており[要出典]、 [ɺ] と [ɾ] か [ɽ] となっている。従って、アラビア語、スペイン語やロシア語のような巻き舌の r や、英語のように若干舌を巻いて発音する r とは発音が異なり、日本語は明確な [r] と [l] の発音上の区別の無い数少ない言語[要出典]となっている。
- 外来語の片仮名表記でも、語頭・語中・語尾のいずれも「r」も「l」も区別せずに一括してラ行の片仮名で表記される。結果、ローマ字表記の影響もあってか、「Engrish」という間違った英語を指す俗語ができた。

## ら に関わる諸事項
- いろは四十八組に「ら組」は存在せず、22番目の組は「千組」と称した。その理由については諸説あるが、いずれも確証が無く不明である。

- 鉄道車両の記号「ラ」は、貨車のうち最大積載量が17t〜19tの車両を表す。
- 音階で片仮名の「ラ」が用いられる。
- 「ラの歌」は、グロリア・ゲイナー「恋のサバイバル」のチャント（サッカー応援歌）としての別名[1]。
- 「【ら】」は、2015年劇場公開の日本映画。水井真希監督作品。
- 複数の人物「ら」（「等」参照）。
- 日本語の可能表現において、「られる」をつけなければいけない動詞に「れる」を付けた言葉を「ら抜き言葉」という。